# Lac du Moulin (rivière du Moulin)
Pour les articles homonymes, voir Lac du Moulin.
Le lac du Moulin est un plan d'eau douce dans le bassin versant de la rivière du Moulin et de la rivière Saguenay. Le lac du Moulin est situé dans le territoire non organisé de Lac-Pikauba, dans la MRC de Charlevoix, dans la région administrative de la Capitale-Nationale, dans la province de Québec, au Canada. Le lac du Moulin est situé dans la partie nord de la réserve faunique des Laurentides.
Le bassin versant du lac du Moulin est surtout desservi indirectement par la route forestière R0287 qui passe du côté est et du côté nord du lac. Cette dernière route se relie vers le nord à la route 175 qui relie la ville de Québec (ville) à Saguenay. Quelques autres routes forestières secondaires desservent le secteur pour les besoins la foresterie et des activités récréotouristiques.
La foresterie constitue la principale activité économique du secteur ; les activités récréotouristiques, en second.
La surface du lac du Moulin est habituellement gelée du début de décembre à la fin Moulin, toutefois la circulation sécuritaire sur la glace se fait généralement de la mi-décembre à la mi-Moulin.

## Géographie
Les principaux bassins versants voisins du lac du Moulin sont :
- côté nord : lac Bellefeuille, lac Guérin, rivière du Moulin, lac de l’Enfer, lac Georges ;
- côté est : rivière à Mars Nord-Ouest, ruisseau au Goéland, rivière à Mars, Étang des Coccinelles ;
- côté sud : lac Paquin, rivière Cyriac, lac Pikauba, lac Decoigne ;
- côté ouest : rivière du Moulin, ruisseau au Foin, ruisseau aux Castors, rivière Cyriac.

Le lac du Moulin comporte une longueur de 1,8 km, une largeur de 0,4 km et une altitude de 907 m. Ce lac est situé dans la réserve faunique des Laurentides dans le massif des Laurentides. Ce lac comporte un détroit d’une centaine de mètres de largeur formé par deux presqu’îles s’avançant l’une vers l’autre à partir des rives est et ouest.
Ce lac est surtout alimenté par la décharge (venant du sud-est) du lac Andrevos et par un ruisseau venant de l'est. L’embouchure de ce lac est située à :
- 4,1 km au sud-est du lac de l'Enfer ;
- 5,9 km au nord-est de la limite des régions administratives de Saguenay–Lac-Saint-Jean et de la Capitale-Nationale ;
- 6,5 km au sud-ouest du cours de la rivière à Mars Nord-Ouest ;
- 10,1 km au nord-est de la route 175 ;
- 12,9 km au nord-est du cours de la rivière Pikauba ;
- 54,8 km au sud-est de la confluence de la rivière du Moulin et de la rivière Saguenay[2].

À partir de l’embouchure du lac du Moulin, le courant suit successivement le cours de la rivière du Moulin sur 82,2 km généralement vers le nord et de la rivière Saguenay sur 126,1 km vers l’est jusqu’à Tadoussac où il conflue avec l’estuaire du Saint-Laurent.

## Toponymie
Le toponyme « lac du Moulin » a été officialisé le 5 décembre 1968 par la Commission de toponymie du Québec.